# 錢傳璛
錢傳璛（890年—925年），杭州錢塘（今浙江杭州）人，是五代十國的吳越國武肃王钱镠的第十四子，文穆王钱元瓘的弟弟，母亲莊穆夫人吴氏。同母兄弟钱传瑛、钱元璙、钱元㻑、錢傳璟、钱元琳。
钱传璛开始担任镇海軍节度使右押牙、充上直都知兵马使，检校尚书左仆射。出任湖州刺史，进太傅，封新安侯。龙德元年（921年）娶湖南楚武穆王马殷之女。他死后，其妻马氏痛不欲生。天福年间，南汉侍郎卢膺和楚国欧阳练来请马氏作南汉皇帝劉龑的继室，因为马氏是南汉已故马皇后的姐姐。楚文昭王馬希範想促成此事。马氏誓不再嫁，终身在吴越。